# Max Burgi
Max Burgi, auch Max Bürgi, (* 9. März 1882 in Genf; † 26. April 1946 ebenda) war ein Schweizer Journalist und Radsportfunktionär. Von 1936 bis 1939 war er Präsident des Weltradsportverbandes Union Cycliste Internationale (UCI).
Schon als Schüler gab Max Burgi für seine Mitschüler eine Sportzeitung heraus; er war selbst ein vielseitiger Sportler (Radsport, Rugby, Laufen, Boxen, Fechten). Von 1898 bis 1903 war der gelernte Drucker Genfer Korrespondent für die französischen Zeitungen Le Vélo und L’Auto und arbeitete als Journalist und später als Chefredakteur für die Radsportzeitschrift La Suisse sportive, die von 1897 bis 1932 erschien und von den Schweizer Sportpionieren Aimé Schwob und  François Dégerine begründet worden war.
1905 gründete Burgi Genève-sport (ab 1910 Sport Suisse et Genève-sport), das er bis zu seinem Tod leitete, und 1938 La Semaine à Genève. Er war Mitglied mehrerer Sportvereine und gründete eine Schweizer Radrennfahrer-Gewerkschaft. Von 1920 bis 1930 sowie von 1939 bis 1946 war er Präsident des Westschweizer Verbandes Union Cycliste Suisse. Von 1906 an war er Delegierter beim Weltradsportverband Union Cycliste Internationale (UCI), von 1936 bis 1939 dessen Präsident und anschliessend Ehrenpräsident. 1912 begründete er das Nationale Olympische Komitee der Schweiz mit und blieb lebenslanges Mitglied.
1947 wurde in der Schweiz das Rennen Neufchâtel-Genf als Mémorial Max Burgi veranstaltet, das Leo Weilenmann gewann.